# Immeuble du 6 rue Auguste-Leprevost à Bernay
L'immeuble du 6 rue Auguste-Leprevost est un monument de la ville de Bernay dans l'Eure.

## Localisation
L'immeuble est situé 6 rue Auguste-Leprevost à Bernay.

## Histoire
L'édifice est daté du XVIe siècle.
Les façades et les toitures de l'immeuble sont inscrites au titre des monuments historiques depuis le 26 décembre 1927, la façade sur la rue est classée depuis le 7 mars 1952.